# Jonathan Lutz
Jonathan Lutz (* 1997 in Bad Soden am Taunus) ist ein deutscher Schauspieler und Musiker.

## Leben
Lutz wuchs in Wuppertal auf und absolvierte dort sein Abitur. Ab der elften Klasse spielte er außerschulisch im Ensemble des Kinder- und Jugendtheaters Wuppertal, später im Ensemble des TiC-Theaters Wuppertal. Von 2018 bis 2022 studierte er Schauspiel an der Hochschule für Musik und Darstellende Kunst Frankfurt.

## Theater (Auswahl)
- 2020: Andorra von Max Frisch am Schauspiel Frankfurt | Regie: David Bösch[3]
- 2021: Eine posthumane Geschichte von  Pat To Yan am Schauspiel Frankfurt | Regie: Jessica Glause[4]
- 2021: Zeit des Lebens von Evelyne de la Chenelière am Theater Landungsbrücken Frankfurt | Regie: Kornelius Eich[5]
- 2022: Peter Pan von J. M. Barrie am Staatstheater Wiesbaden | Regie:  Marita Erxleben[6]